# Томашек, Давид
Давид Томашек (чеш. David Tomášek; 10 февраля 1996, Прага, Чехия) — чешский профессиональный хоккеист, нападающий клуба НХЛ «Эдмонтон Ойлерз». Игрок сборной Чехии по хоккею с шайбой. Чемпион мира 2024.

## Карьера
Давид Томашек является воспитанником пражской «Спарты», в юном возрасте перебрался в Северную Америку, где начал свою хоккейную карьеру в 2010 году, играл за «Мотор Сити Метал Джекетс» и «Окленд Джуниор Гриззлис». С 2013 по 2015 год он играл в хоккейной лиге Онтарио за «Бельвиль Буллз».
В возрасте 19 лет, не будучи выбранным на драфте НХЛ, Томашек вернулся в Чехию. Три сезона играл в Экстралиге за «Пардубице».
В 2018 году перебрался за границу, в финский клуб ЮП из города Ювяскюля. Сезон 2019/2020 он начал в Финляндии, но уже в начале октября 2019 года пражская «Спарта» объявила о подписании контракта с Давидом Томашеком. В 2021 году Томашек стал бронзовым призёром чемпионата Чехии.
20 мая 2021 года было объявлено о переходе Томашека в хабаровский «Амур».
С 2017 года играет за сборную Чехии, был в заявке на чемпионат мира 2019 года, но так и не провёл ни одной игры на турнире. На этом чемпионате чешская сборная остановилась в шаге от медалей, заняв 4 место.

## Статистика
Обновлено на конец сезона 2020/2021
- Чешская экстралига — 264 игры, 153 очка (72+81)
- Хоккейная лига Онтарио — 121 игра, 60 очков (26+34)
- Чемпионат Финляндии — 65 игр, 40 очков (13+27)
- Сборная Чехии — 35 игр, 20 очков (9+11)
- Лига чемпионов — 11 игр, 9 очков (5+4)
- Чешская первая лига — 4 игры, 5 очков (2+3)
- Всего за карьеру — 500 игр, 287 очков (127 шайб + 160 передач)